# دومينغو غونزاليس بيريز
دومينغو غونزاليس بيريز (بالإسبانية: Domingo González Pérez)‏ هو سياسي كوستاريكي، ولد في 3 أغسطس 1842 في كوستاريكا، وتوفي في 27 فبراير 1927.